# Xã Wayne, Quận Randolph, Indiana
Xã Wayne (tiếng Anh: Wayne Township) là một xã thuộc quận Randolph, tiểu bang Indiana, Hoa Kỳ. Năm 2010, dân số của xã này là 4.611 người.